# Ordine del Bagno
Il Molto Onorevole Ordine del Bagno (precedentemente fino al 1847 Molto Onorevole Militare Ordine del Bagno, Order of the Bath nell'originale inglese) è un ordine cavalleresco britannico fondato da re Giorgio I il 18 maggio 1725. La sua istituzione originaria è tuttavia attribuita a re Enrico IV nel 1399, anno della sua incoronazione ma re Giorgio I "costituì i Cavalieri del Bagno in un regolare Ordine militare". Egli tuttavia non restaurò l'Ordine del Bagno, poiché in precedenza non fu mai costituito come un ordine vero e proprio, nel senso di un corpo di cavalieri governato da statuto e il cui numero era ripristinato nel caso in cui un posto fosse rimasto vacante.

## Storia
Alcuni storici fanno risalire l'origine alla dominazione degli anglo-sassoni e altri vogliono che re Riccardo II d'Inghilterra l'abbia istituito nell'occasione della conquista dell'Irlanda. Ma i più ritengono che la fondazione di quest'ordine sia dovuta a re Enrico IV, in occasione della sua incoronazione nel gennaio del 1399. L'origine dell'istituzione, da quanto narra Guglielmo Camdesi, fu che trovandosi un giorno Enrico nel bagno, venne avvertito dai suoi cortigiani che due vedove, maltrattate dai suoi ministri, reclamavano giustizia. Udendo ciò il re uscì all'istante dal bagno dicendo che la giustizia doveva preferirsi ai piaceri del corpo e rimandò le vedove consolate ed esaudite. Quest'Ordine venne dimenticato all'epoca della riforma e il 18 maggio 1725 re Giorgio I lo rinnovò modificandolo interamente e dalla regina Vittoria ebbe una nuova costituzione il 24 maggio 1847.

### Cavalieri del Bagno
Nel Medioevo, il cavalierato veniva solitamente concesso con cerimonie elaborate. Tra queste, solitamente, si richiedeva che il cavaliere dovesse fare sostanzialmente un bagno (possibilmente in acqua santa, una purificazione spirituale) durante il quale egli riceveva di fatto il cavalierato e assumeva i diritti e i doveri verso gli altri cavalieri dell'Ordine. Egli successivamente veniva posto a letto per asciugarsi. Vestito con un'apposita cappa, egli veniva condotto a suon di musica alla cappella dove trascorreva la notte della vigilia prima della ricezione del cavalierato. Poi egli si confessava e assisteva alla messa, quindi si ritirava a letto a dormire sino a pieno giorno. Al momento della ricezione il re o il signore gli donava una cintura e concedeva il cavalierato ponendo la spada cerimoniale sulle spalle dell'aspirante cavaliere. Tale cerimonia era definita accolade che è la cerimonia poi più esemplificativa e popolare del cavalierato.
Dall'incoronazione di re Enrico IV nel 1339 la cerimonia completa venne riservata unicamente alle cariche di principe del Galles o dei duchi reali, o ai matrimoni reali, e i nuovi cavalieri creati ebbero il nome di Cavalieri del Bagno. I Knights Bachelor continuarono a ogni modo a essere nominati con la procedura ridotta. L'ultima occasione nella quale i Cavalieri del Bagno vennero creati con il rito tradizionale fu l'incoronazione di re Carlo II d'Inghilterra nel 1661.
Dal 1625, e forse già dal regno di re Giacomo I d'Inghilterra, i Cavalieri del Bagno utilizzano il motto Tria iuncta in uno (Tre uniti in uno). Queste insegne vennero in seguito adottate dal vero e proprio Ordine cavalleresco del Bagno. Il significato della frase è a oggi non completamente chiaro. Il "tre in uno" potrebbe essere riferito ai regni d'Inghilterra, di Scozia e d'Irlanda (o secondo alcuni Francia, in base alla pretesa medioevale della corona inglese su quella francese), come dimostrerebbero i tre simboli utilizzati in seguito (la rosa per l'Inghilterra, il cardo per la Scozia e il trifoglio per l'Irlanda). Altro significato del motto, secondo alcuni studi, sarebbe da ricondurre alla Santissima Trinità.

### La fondazione dell'Ordine

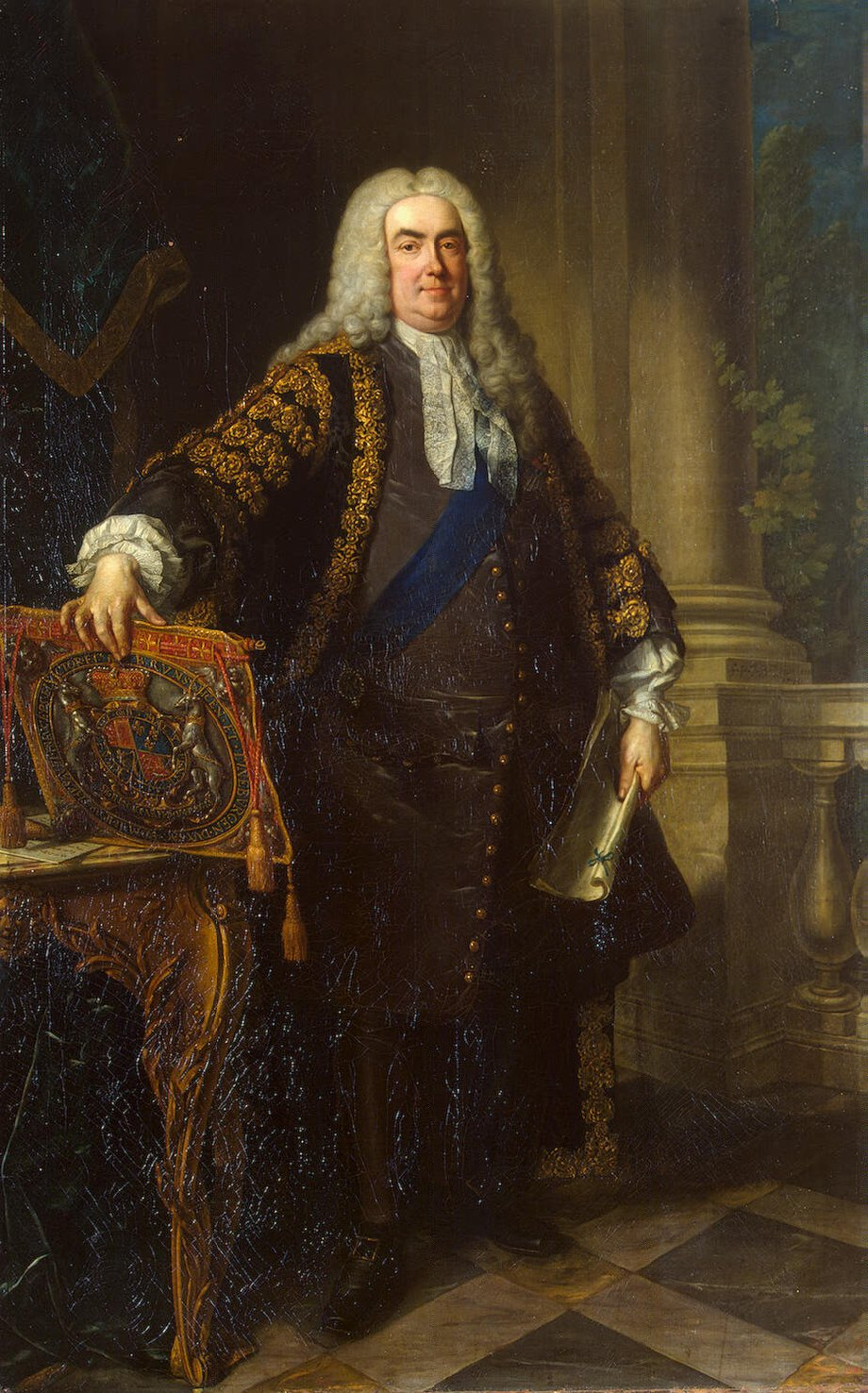
Sir Robert Walpole, primo ministro inglese che sfruttò l'Ordine del Bagno come fonte di patronato politico personale

Il primo promotore della fondazione dell'Ordine fu John Anstis, Re d'Arme Principale della Giarrettiera, il più alto ufficiale araldico inglese. Sir Anthony Wagner, un moderno detentore del medesimo incarico, scrisse sulla fondazione le seguenti parole:

Fu Martin Leake a proporre l'opinione che i problemi e le opposizioni che Anstis incontrò nell'istituzione dell'Ordine del Bagno fu probabilmente dovuta all'uso politico che ne fece Sir Robert Walpole, primo ministro d'Inghilterra, come forma di patronato personale per espandere la propria influenza. È probabile, infatti, che Anstis abbia ravvivato l'antica tradizione cavalleresca conservatrice per compiacere Walpole affinché lo favorisse nel suo operato.

L'uso delle onorificenze nel XVIII secolo in Inghilterra differiva di molto dall'attuale sistema di onorificenze britannico dove centinaia di persone ogni anno hanno accesso agli ordini cavallereschi come segno di distinzione particolare per il loro operato. All'epoca l'unica onorificenza disponibile ed ereditaria (non "a vita" come nelle onorificenze cavalleresche) era la parìa e la baronia, oltre ovviamente all'Ordine della Giarrettiera per gli inglesi e all'Ordine del Cardo per gli scozzesi, anche se nessuna di queste onorificenze veniva concessa in gran numero.
L'attrazione incredibile che legò il ministro Walpole verso l'istituzione reale di un nuovo ordine cavalleresco fu dovuta al desiderio di acquisire sempre maggiore influenza politica. Re Giorgio I accettò la proposta perorata da Walpole e Anstis ottenne la commissione di redigere lo statuto dell'Ordine del Bagno. Come già esposto precedentemente, egli adottò difatti le insegne e il motto dei precedenti Cavalieri del Bagno, così come il colore del mantello e la cerimonia per la creazione dei cavalieri stessi. Il resto dello statuto venne in gran parte basato su quello dell'Ordine della Giarrettiera già esistente e che lui conosceva bene. L'Ordine venne ufficialmente istituito con la lettera patente del 18 maggio 1725 col grande sigillo reale e lo statuto venne pubblicato la settimana successiva.
L'Ordine inizialmente comprendeva il Sovrano, un principe di sangue come cavaliere principale, un Gran Maestro e 35 cavalieri. Malgrado l'Ordine fosse stato presentato come ordine militare, almeno all'inizio furono pochi i militari che ricevettero questa onorificenza. I primi componenti dell'Ordine furono i seguenti
- Membri della Camera dei Comuni: 14
- Membri della Casa Reale o sinecura: 11
- Diplomatici: 4
- Membri della famiglia Walpole, incluso il primo ministro: 3
- Ufficiali navali e d'esercito: 3
- Pari irlandesi: 2
- Gentiluomini di campagna: 2

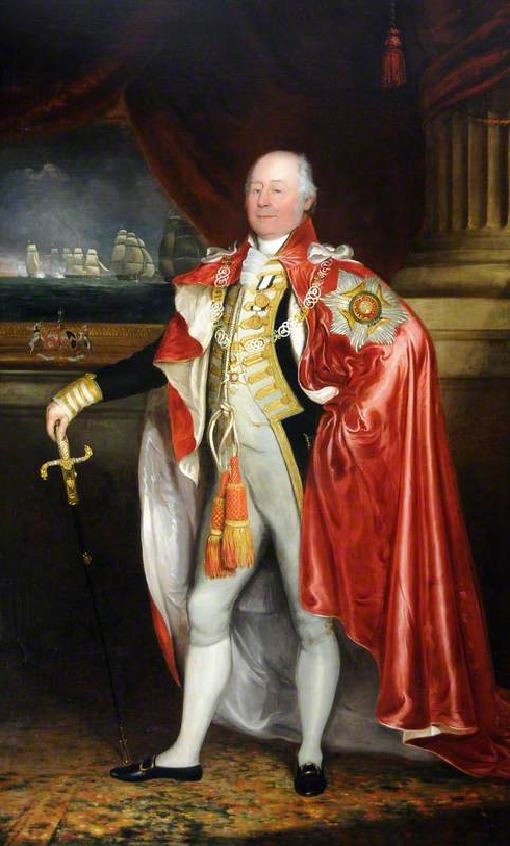
Ritratto dell'ammiraglio James Saumarez mentre indossa il manto dell'Ordine del Bagno

La maggior parte di questi primi cavalieri venne investita dal re durante la cerimonia del 27 maggio 1725. Anche se lo statuto prevedeva la cerimonia completa di tipo medioevale, questa non venne eseguita concedendo al Gran Maestro di dispensare i Cavalieri Compagni da questa incombenza. L'installazione venne però mantenuta ed ebbe luogo nella cappella dell'Ordine, la cappella di Enrico VII nell'Abbazia di Westminster, il 17 giugno di quello stesso anno. Questa cerimonia continuò sino al 1812 quando venne sospesa per poi essere ripresa all'inizio del XX secolo. La cerimonia, a ogni modo, rimase come parte integrante dello statuto sino al 1847.
Gran parte delle nomine iniziali fu di natura essenzialmente politica e solo a partire dagli anni settanta del XVIII secolo le nomine aumentarono considerevolmente a favore di meriti acquisiti nell'esercito, nella marina o nella diplomazia. La guerra peninsulare produsse così tanti candidati per l'Ordine del Bagno che lo statuto dovette essere modificato con la possibilità di nominare dei cavalieri extra per il periodo di guerra, addizionali al numero imposto dallo statuto e con la particolarità di non essere soggetti ad alcuna restrizione. Altra modifica allo statuto venne fatta quasi 80 anni dopo, con la quale si richiedeva tassativamente agli aderenti di aver prestato servizio per almeno 42 giorni all'anno in servizio attivo per ogni anno trascorso nei propri impieghi militari. L'Ordine era capitanato da un Gran Maestro che disponeva di quattro trombettieri e otto militari al proprio servizio, norma quest'ultima che a ogni modo non venne mai applicata.

### La riforma del 1815
Nel 1815, con la fine delle guerre napoleoniche, il principe reggente (poi Giorgio IV del Regno Unito) estese l'Ordine del Bagno "a quegli ufficiali che abbiano avuto l'opportunità di distinguersi grandemente col proprio servizio nell'ultima guerra".
L'Ordine si componeva ora di tre classi di benemerenza: Cavaliere di Gran Croce, Cavaliere Commendatore e Compagno. I già esistenti Cavalieri Compagni (60 circa) vennero nominati automaticamente Cavalieri di Gran Croce; questa classe venne limitata unicamente a 72 membri, dei quali 12 potevano essere nominati per servizi civili o diplomatici. I membri di rango militare dovevano avere come minimo il grado di Maggiore-Generale o Contrammiraglio. I Cavalieri Comandanti vennero limitati a 180. I militari di questo rango dovevano aver ricevuto come minimo il rango di Luogotenente-Colonnello Capitano di Corvetta. Il numero dei Compagni non venne specificato ma era obbligatoria almeno una medaglia di benemerenza o la segnalazione in un dispaccio ufficiale. Successivamente venne pubblicata una lista con circa 500 aderenti a questa classe. Vennero quindi nominati due ufficiali, un Officer of arms attendant on the Knights Commanders and Companions ed un Secretary appertaining to the Knights Commanders and Companions. L'aumento del numero delle concessioni portò ad alcune contestazioni anche interne, dal momento che si riteneva che la troppa prodigalità avrebbe finito con lo sminuire la rilevanza dell'Ordine.

### L'era vittoriana

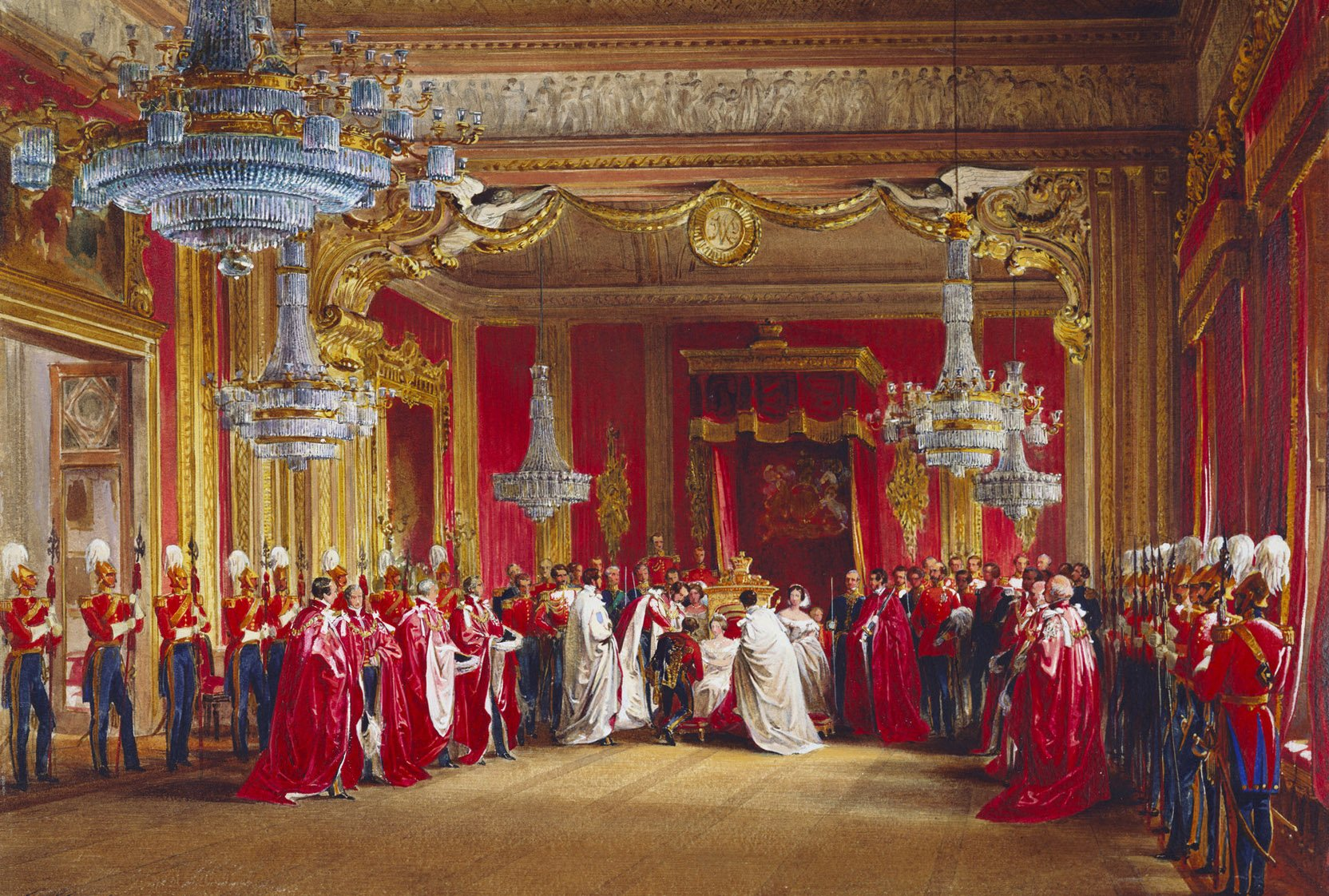
La regina Vittoria durante la cerimonia di investitura dei nuovi cavalieri dell'Ordine presso la sala del Trono di Buckingham Palace

Nel 1847 la regina Vittoria pubblicò il nuovo statuto dell'Ordine che eliminava tutti i riferimenti all'esclusività militare dell'Ordine. Rimuovendo la parola "Militare" dalla titolatura completa dell'Ordine, si dava accesso ai gradi di Cavaliere Commendatore e Compagno anche alle nomine di natura civile, fondando così un ramo militare e uno civile della decorazione. Vennero imposti nuovi limiti numerici per regolarizzare la situazione degenerata dopo il 1815. Lo statuto del 1847, dunque, abolì ogni rituale medioevale anche se introdusse la necessità di una formale cerimonia d'investitura condotta dal sovrano con la consegna del mantello e delle insegne dell'Ordine al candidato in presenza degli alti funzionari dell'Ordine.
Nel 1859 venne pubblicata una nuova edizione dello statuto con la quale si precisavano nuove norme circa le insegne: precedentemente, infatti, i paramenti dovevano fare ritorno al patrimonio dell'Ordine dopo la morte dell'insignito, con l'eccezione degli stranieri che avevano ottenuto l'onorificenza onoraria. Il nuovo statuto stabilì che gli aderenti avrebbero conservato unicamente le decorazioni a placca dell'Ordine, mentre i vari collari avrebbero dovuto tornare al patrimonio dell'Ordine del Bagno dopo la morte dell'insignito.

### L'Ordine nell'epoca moderna

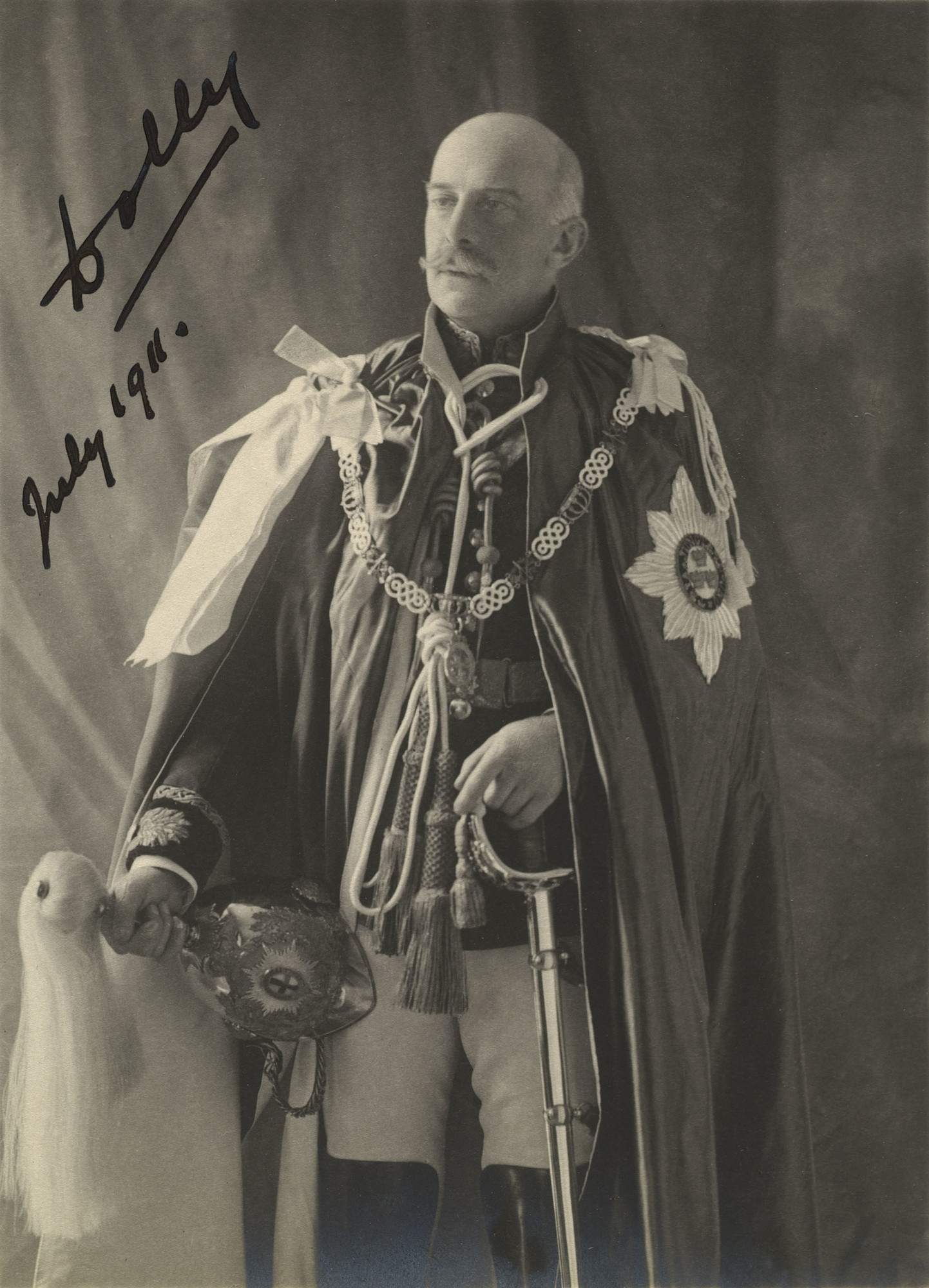
Il principe Adolfo di Teck con le insegne dell'Ordine de Bagno

Nel 1910, dopo l'ascesa al trono di re Giorgio V, il sovrano ordinò il ripristino della cerimonia d'investitura.
La prima nuova cerimonia d'investitura ebbe luogo il 22 luglio 1913 nella cappella di Enrico VII come da tradizione, e da allora tutte le investiture hanno avuto luogo lì.
Prima dell'investitura del 1913 fu necessario adattare la cappella per accogliere un maggior numero di stalli per i vari cavalieri e venne fondata anche una commissione col compito di occuparsi dell'amministrazione del patrimonio dell'Ordine cavalleresco.
Un'altra versione dello statuto venne stilata nel 1925, per consolidare le nuove riforme e quelle dei predecessori.
Le donne vennero ammesse nell'Ordine nel 1971. Nel 1975 la principessa Alice, duchessa di Gloucester, zia della regina Elisabetta II divenne la prima donna a raggiungere il grado maggiore, quello di Dama di Gran Croce.

## Composizione

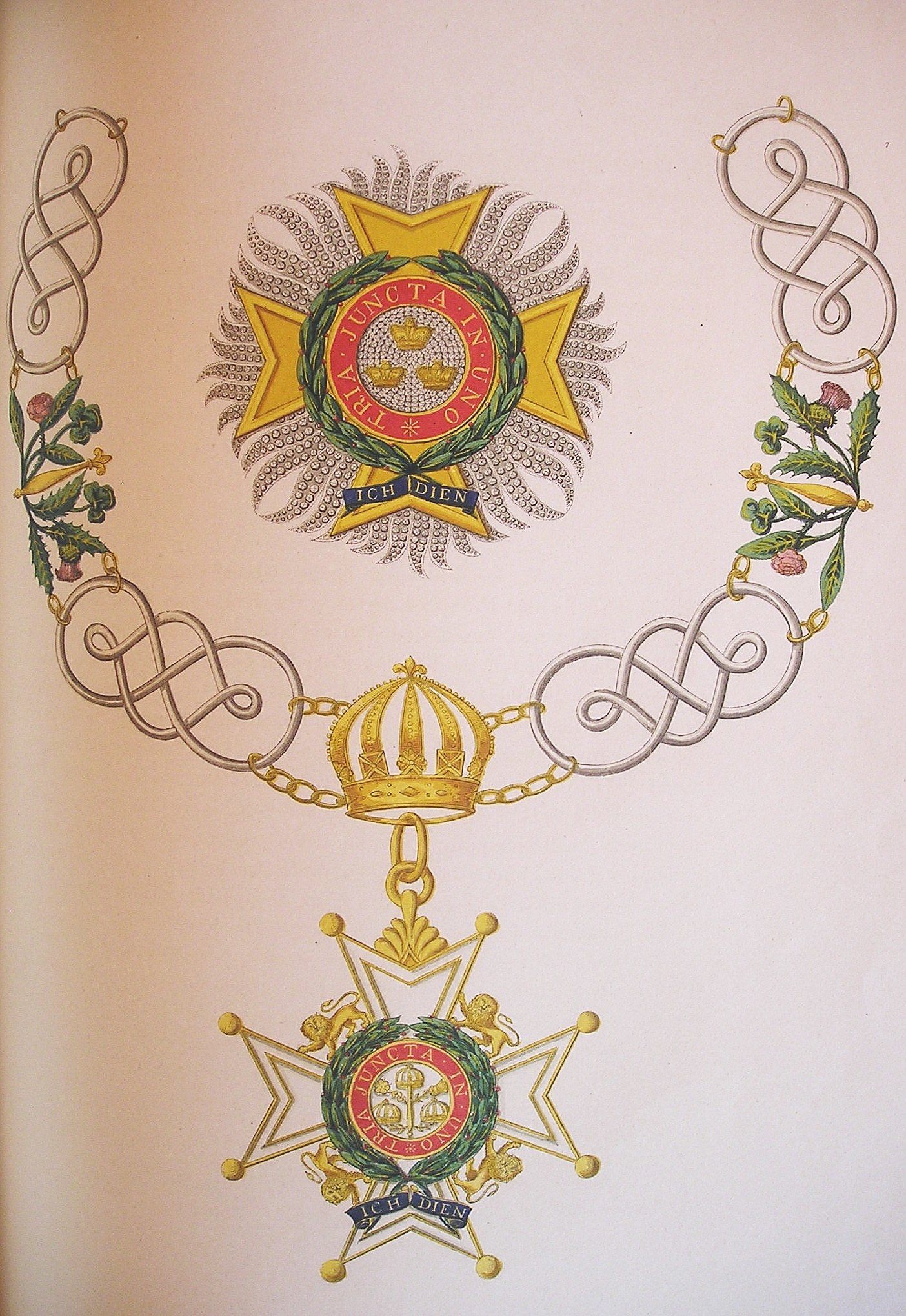
Insegna dell'Ordine

L'Ordine è formato dal Sovrano, dal Gran Maestro (attualmente S.A.R. il Principe di Galles), e tre Classi di cavalieri:
- Cavaliere di Gran Croce e Dama di Gran Croce (GCB);
- Cavaliere Commendatore e Dama di Commenda (KCB o DCB);
- Compagno Cavaliere (CB).

L'Ordine del Bagno è il quarto Ordine cavalleresco britannico per antichità, dopo il Molto Onorevole Ordine della Giarrettiera, il Molto Reverendo e Molto Nobile Ordine del Cardo, e il Molto Illustre Ordine di San Patrizio. L'ultimo degli ordini menzionati, relativo all'Irlanda, sebbene ancora esista, è caduto in disuso dopo la costituzione dello Stato indipendente irlandese.

### Gran maestri

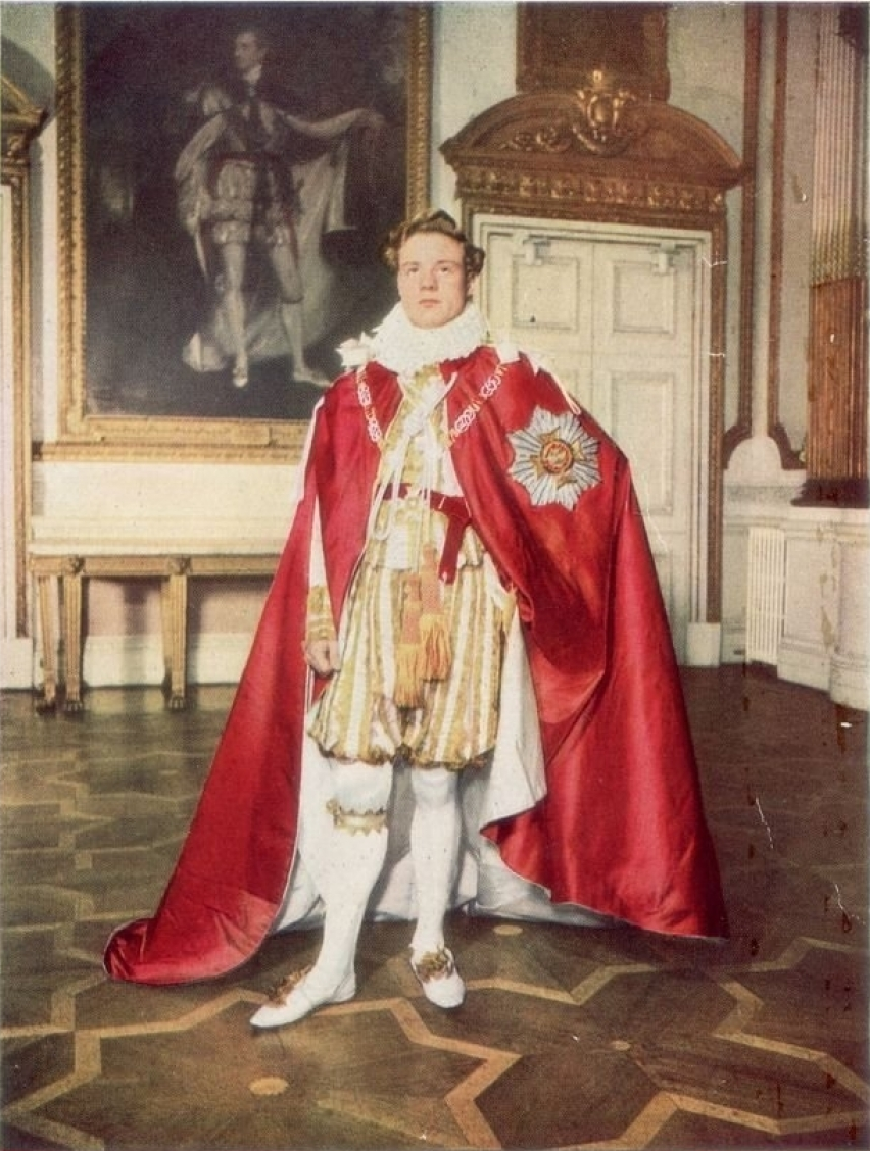
Ritratto fotografico di un cavaliere di gran croce dell'Ordine del Bagno, mentre indossa la veste cerimoniale dell'Ordine nella versione con Gorgiera usata durante l'Incoronazione di Giorgio IV

- 1725 – 1749: John Montagu, II duca di Montagu
- 1749 – 1767: (vacante)
- 1767 – 1827: principe Federico Augusto di Hannover, duca di York
- 1827 – 1830: Guglielmo, duca di Clarence e St. Andrews (poi re del Regno Unito e di Hannover con il nome di Guglielmo IV)
- 1830 – 1837: (vacante)
- 1837 – 1843: principe Augusto Federico, duca di Sussex
- 1843 – 1861: principe Alberto di Sassonia-Coburgo-Gotha
- 1861 – 1897: (vacante)
- 1897 – 1901: Alberto Edoardo, principe di Galles (poi re del Regno Unito e Imperatore d'India con il nome di Edoardo VII)
- 1901 – 1942: principe Arturo di Sassonia-Coburgo-Gotha
- 1942 – 1974: principe Henry, duca di Gloucester
- 1974 – 2022: Carlo, principe di Galles (poi re del Regno Unito con il nome di Carlo III)
- 2022– 2024: (vacante)
- 2024 –: William, principe del Galles (dal 23 aprile)

### Membri
Secondo lo statuto i membri dell'ordine sono così ripartiti nelle diverse classi:
- 120 Cavalieri o Dame di Gran Croce (GCB) (dei quali il Gran Maestro è il primo e il principale);
- 355 Cavalieri Comandanti (KCB) o Dame Comandanti (DCB);
- 1 925 Compagni (CB).

La regolare appartenenza è limitata ai cittadini del Regno Unito e degli altri paesi del Commonwealth, di cui il Re è Sovrano.
I membri della divisione civile dell'Ordine devono "aver conseguito meriti lodevoli con il loro personale servizio alla Corona in campo pubblico e civile". Le nomine nella divisione militare sono limitate al campo militare e sono suddivise per grado militare. Le Gran Croci devono come minimo aver conseguito il grado di Contrammiraglio o Maggiore Generale o Vice Maresciallo dell'Aria. I Cavalieri Comandanti devono aver conseguito il grado di Capitano della marina militare o Colonnello nell'esercito, o capitano di flotta aerea nell'aviazione. I compagni devono aver ottenuto almeno il grado di Luogotenente Comandante, Maggiore o Capo Squadrone e devono essere stati menzionati nei dispacci almeno una volta in situazioni di guerra. Gli ufficiali non di linea (come ingegneri, medici, ecc.) possono ottenere la nomina solo per servizio meritevole in tempo di guerra.

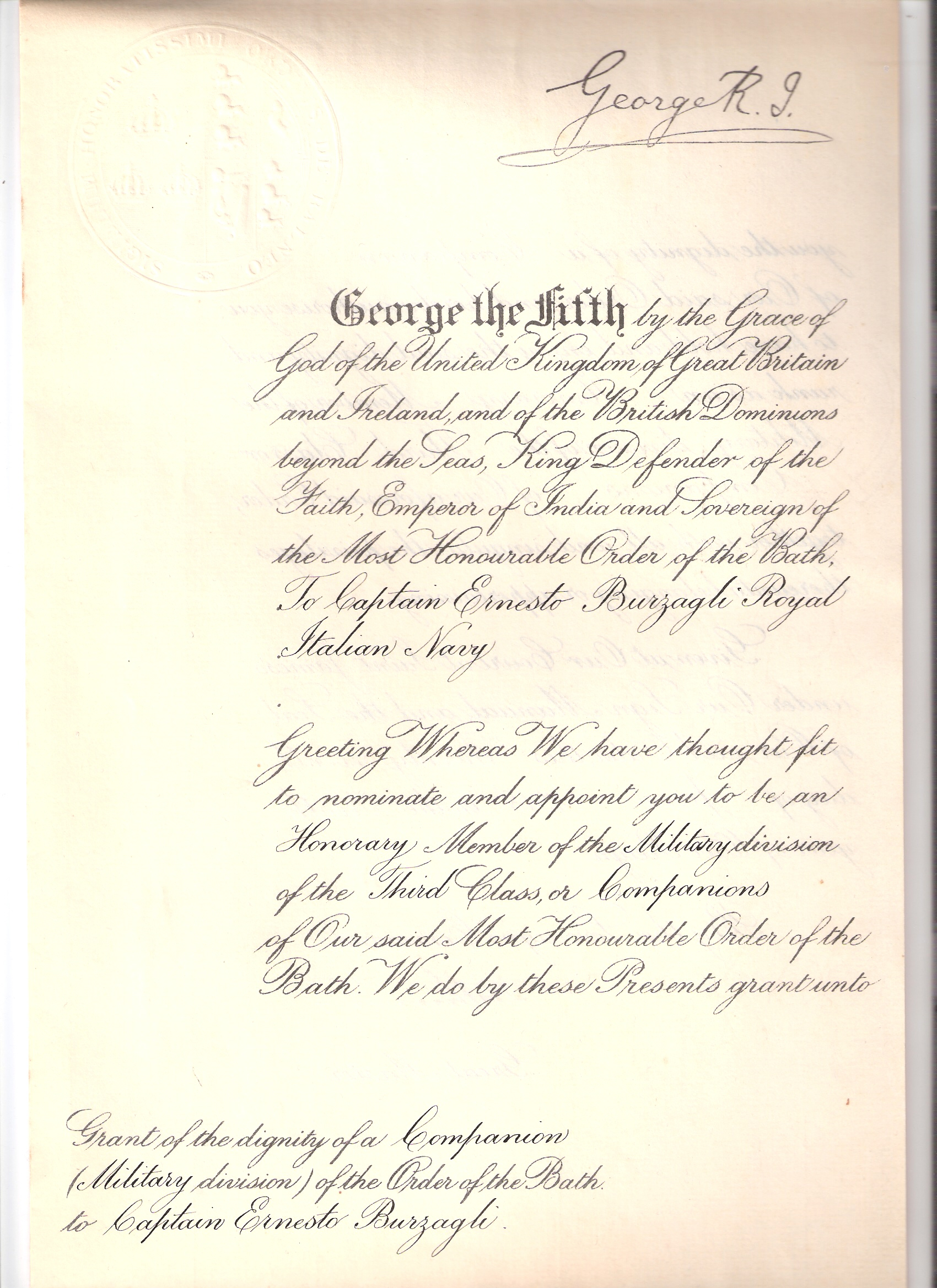

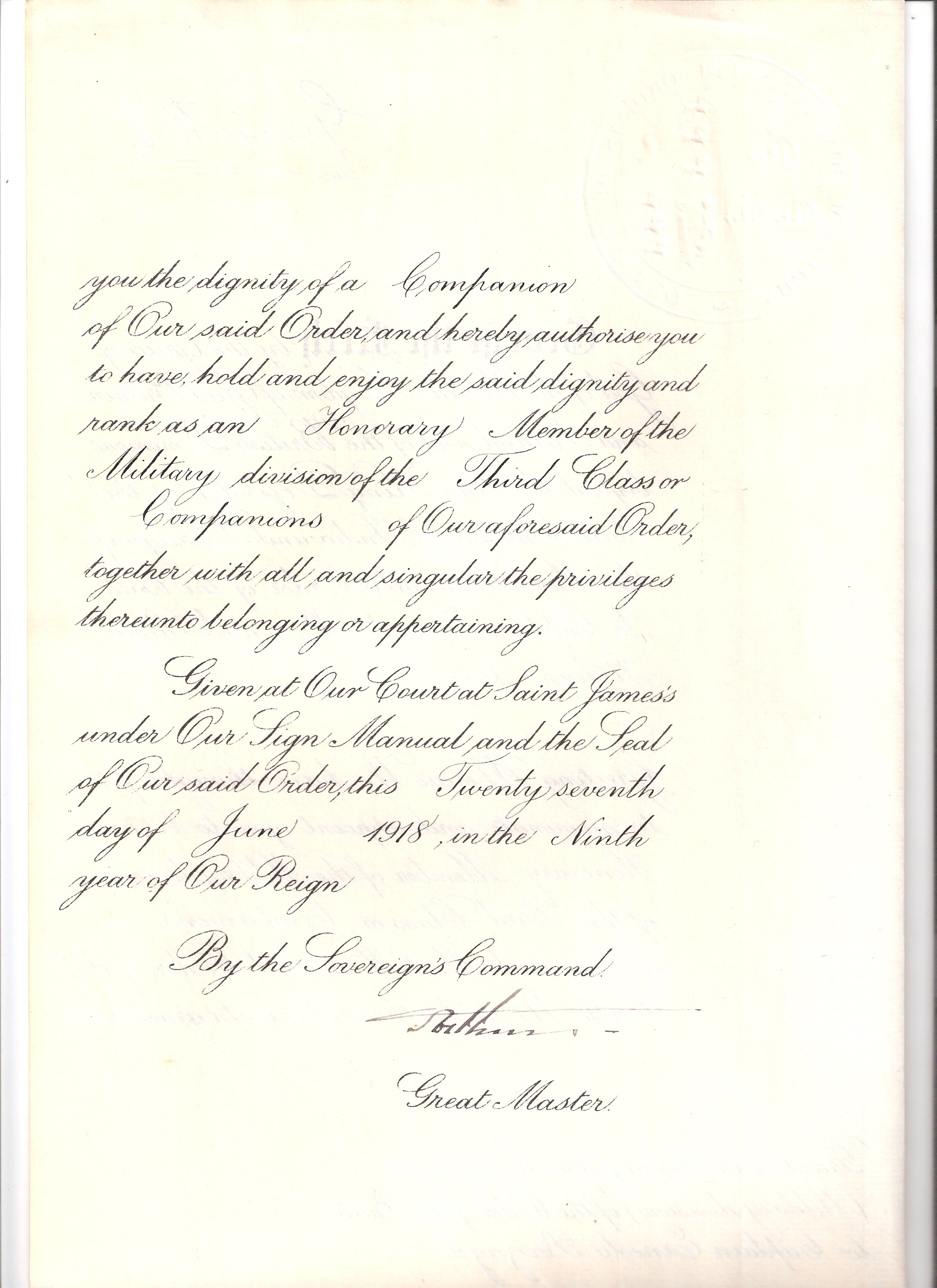
Decreto di nomina del capitano italiano (poi Ammiraglio) Ernesto Burzagli come compagno dell'Ordine

I cittadini del Commonwealth o cittadini stranieri possono entrare a far parte dell'ordine come membri onorari. La regina Elisabetta II ha stabilito la tradizione di concedere l'onorificenza di Gran Croce visitando i capi di Stato e così ha fatto per esempio con Gustav Heinemann (1972), Ronald Reagan (1989), Lech Wałęsa (1991), Censu Tabone, Presidente di Malta nel 1992, Fernando Henrique Cardoso, George H. W. Bush (1993), Nicolas Sarkozy nel marzo 2008, il presidente turco Abdullah Gül, il presidente sloveno Danilo Türk e recentemente il presidente messicano Felipe Calderón. Solitamente anche i principali generali stranieri sono fatti membri onorari dell'ordine come ad esempio Georgy Zhukov, Dwight D. Eisenhower e Douglas MacArthur durante la seconda guerra mondiale, Norman Schwarzkopf e Colin Powell dopo la guerra del Golfo. Alcuni nominati possono essere privati dell'onorificenza come nel caso di Robert Mugabe, revocato dall'ordine il 25 giugno 2008 per "marcato sentimento alla rivoluzione e abuso sui diritti umani nel processo di democratizzazione dello Zimbabwe."
Durante la visita ufficiale in Italia nell'ottobre 2000, Elisabetta II conferì l'onorificenza anche al presidente della Repubblica Italiana Carlo Azeglio Ciampi.
Per analoghe ragioni, in occasione della visita di Stato a Roma di re Carlo III e della regina Camilla, l’8 aprile 2025, il presidente della Repubblica Italiana Sergio Mattarella è stato insignito di tale onorificenza.
I membri onorari non rientrano nel conteggio dei membri effettivi dell'Ordine e possono essere di numero variabile. Inoltre lo statuto concede al sovrano di poter eccedere i numeri stabiliti per cause particolari come una guerra ove molti meriti vanno riconosciuti degnamente.

## Influenza culturale
La creazione di questo ordine cavalleresco venne criticata dallo scrittore irlandese Jonathan Swift, il quale, nel suo celebre racconto I viaggi di Gulliver, descrisse in maniera satirica le gare di equilibrismo e acrobazie che erano la maniera dei lillipuziani per acquisire e mantenere le cariche istituzionali.